# Ordem de Carlos III
A Real e Distinguida Ordem Espanhola de Carlos III (Real y Distinguida Orden Española de Carlos III, em espanhol), anteriormente Real e Muito Distinguida Ordem de Carlos III, é uma ordem honorífica do Reino de Espanha estabelecida pelo Rei Carlos III em 19 de setembro de 1771 com a finalidade de condecorar seus súditos por serviços destacados em benefício da Coroa. 
Desde sua criação, é a mais prestigiosa honraria civil acessível a um cidadão espanhol independentemente de cargos públicos ocupados uma vez que a Ordem do Tosão de Ouro é concedida pelo Soberano a nobres ilustres e a Ordem de Isabel a Católica destina-se a serviços distintos em diplomacia. Ainda que se enquadre na categoria das ordens militares desde sua criação, a Ordem de Carlos III foi formalmente convertida em ordem civil em 1847.
Tanto a ordem como as condecorações que se atribuem, estão reguladas por um decreto de 2002 onde se fixa como objectivo "recompensar os cidadãos que com seus esforços, iniciativas e trabalhos, tenham prestado serviços iminentes e extraordinários à Espanha".

## Graus
- Colar; leva anexo o tratamento de Excelência ou Excelentíssimo Senhor ou Excelentíssima Senhora
- Grã-Cruz; leva anexo o tratamento de Excelência ou Excelentíssimo Senhor ou Excelentíssima Senhora
- Comendador de Número; leva anexo o tratamento de Ilustríssimo Senhor ou Ilustríssima Senhora
- Comendador; leva anexo o tratamento de Ilustríssimo Senhor ou Ilustríssima Senhora
- Cruz; leva anexo o tratamento de Ilustríssimo Senhor ou Ilustríssima Senhora

| Barretas |          |                      |            |      |
| Colar    | Grã-Cruz | Comendador de Número | Comendador | Cruz |